# Kreuzberg (Striegauer Berge)
Der Kreuzberg (polnisch Góra Krzyżowa, auch Kromole, Kromoła, Boża Męka, Krzyżna Góra, oder Spitzberg) ist ein Berg nordwestlich von Striegau. Er ist der höchste Berg der Striegauer Berge.

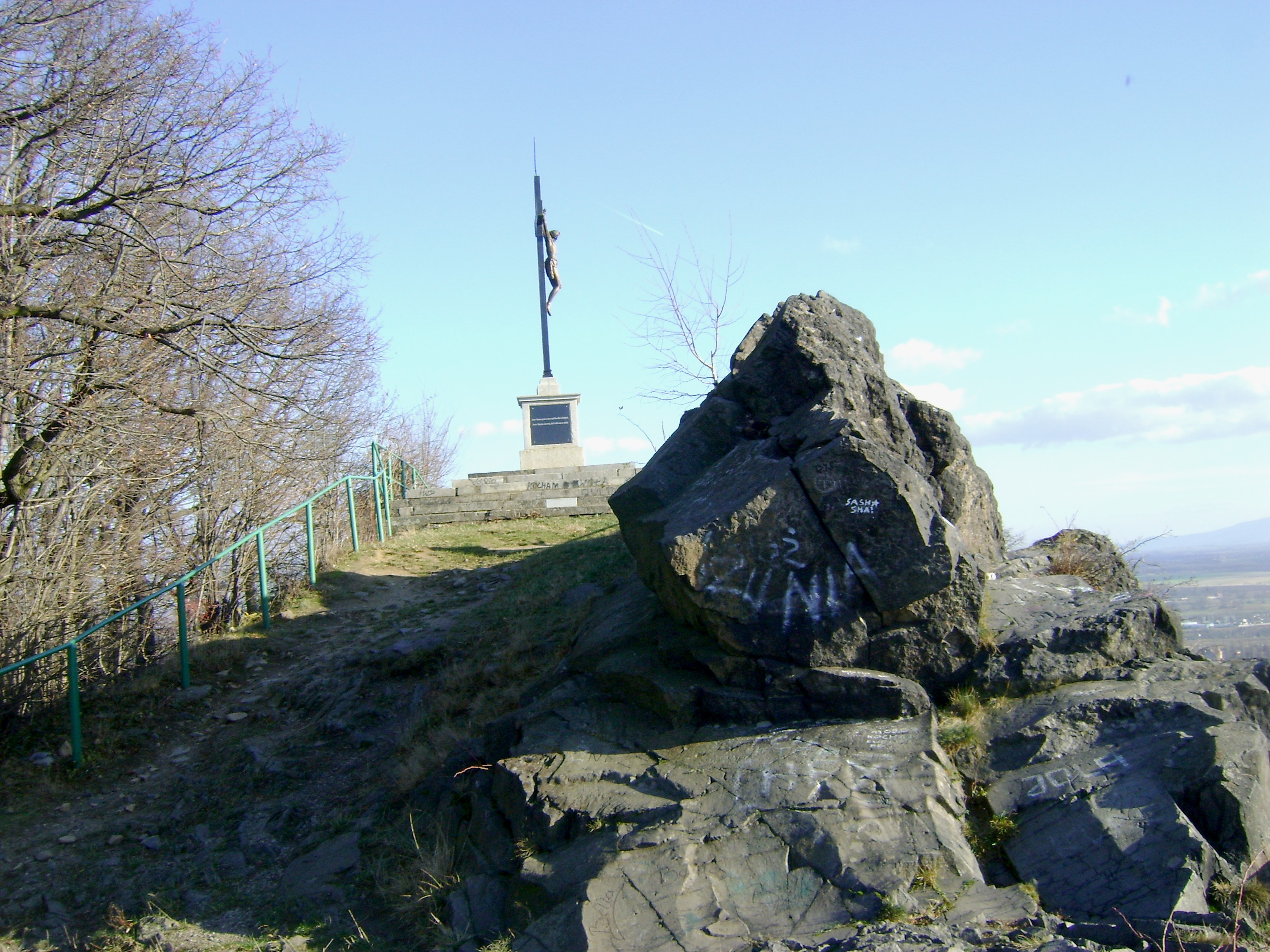
Kreuzberg – Góra Krzyżowa

Koordinaten: 50° 58′ 25″ N, 16° 20′ 10″ O

## Topographie
Der Berg bildet eine abfallende Kuppe, die aus einem schlotförmigen Basaltdurchbruch im paläozoischen Granodiorit entstanden ist. Auf dem Gipfel befinden sich eine Aussichtsplattform sowie ein Gipfelkreuz. Der Gipfel und die oberen Teile der Hänge sind von Mischwald bedeckt, während die unteren Teile der Hänge auch von Ackerflächen bedeckt sind. Am Fuße des Berges befindet sich ein neogotisches Wasserreservoir im Stil eines Wehrturms.

## Geschichte
In der Nähe des Berges fand am 4. Juni 1745 eine der Schlachten der Schlesischen Kriege, die Schlacht bei Hohenfriedeberg statt.